# Ardmore (Alabama)
Ardmore è un comune (town) degli Stati Uniti d'America della contea di Limestone nello Stato dell'Alabama. La popolazione era di 1,194 persone al censimento del 2010. È inclusa nell'area statistica combinata di Huntsville-Decatur. È sede del razzo Saturn IB presso l'Alabama Welcome Center, appena a sud del confine con il Tennessee, sulla Interstate 65. Confina con la sua città sorella di Ardmore nel Tennessee.

## Geografia fisica
Ardmore è situata a 34°59′13″N 86°50′36″W (34.987052, -86.843228).
Secondo lo United States Census Bureau, ha un'area totale di 2,0 miglia quadrate (5,2 km²).

## Storia
L'insediamento in origine era noto come Austin, in onore di Alex Austin, colui che scelse il luogo come punto per la stazione della Louisville and Nashville Railroad. La compagnia ferroviaria in seguito ha ribattezzato la città con il nome di Ardmore, in onore della comunità di Ardmore in Pennsylvania. Ardmore è stata incorporata nel 1922.

## Società

### Evoluzione demografica
Secondo il censimento del 2000, c'erano 1,034 persone.

### Etnie e minoranze straniere
Secondo il censimento del 2000, la composizione etnica della città era formata dal 96,23% di bianchi, lo 0,87% di afroamericani, lo 0,48% di nativi americani, lo 0,77% di asiatici, lo 0,10% di oceanici, l'1,16% di altre razze, e lo 0,39% di due o più etnie. Ispanici o latinos di qualunque razza erano l'1,74% della popolazione.